# Plaza de toros de Ciudad Real
La plaza de toros de Ciudad Real es un coso taurino de segunda categoría construido en 1843, que fue inaugurado el 17 de agosto del mismo año.

## Historia
Su peculiar composición de ligeros materiales (mampostería, tapial y madera) la dejan a merced de las inclemencias meteorológicas, por lo que ha sufrido numerosos deterioros con sus consiguientes reformas, la más importante, en 1873. Se alza en dos pisos. Tiene 3 puertas (destacando la fachada sur, con los típicos arcos neomudéjares en herradura) y la arena mide 53 metros de diámetro.
La capacidad del coso es de 7 740 espectadores sentados. Se divide en las tradicionales secciones de barrera, contrabarrera, tendido bajo, tendido alto, tribuna y andanada.
Antes de la construcción del recinto, los espectáculos taurinos se celebraban en la Plaza Mayor de la capital manchega. Los terrenos para la edificación del coso fueron cedidos por la familia Muñoz de Ciudad Real, siendo diseñados sus planos por el arquitecto ciudadrealeño Manuel Gómez. En su construcción se utilizó piedra procedente de la peña de Picón y del Convento del Compás de Santo Domingo. 
Frente a su puerta grande está la escultura taurina de Reina Rincón, inaugurada en 2005.

## Guerra Civil
Tras la Guerra Civil, la plaza formó parte (de forma provisional) del campo de concentración de prisioneros republicanos situado en la ciudad, manteniendo esta función al menos durante el mes de abril de 1939; allí estuvo confinado el poeta cordobés Leopoldo de Luis, entre otros. Tanto este recinto como el campo dependiente emplazado en la localidad de Malagón se encontraban a cargo del Cuerpo de Ejército del Maestrazgo, y contaban con un Tribunal de Clasificación de detenidos.